# Hotel Colorado
El Hotel Colorado (en inglés: Colorado Hotel) es una estructura de 1893 de estilo italiano en Glenwood Springs, Colorado, Estados Unidos, y uno de los hoteles más antiguos de Colorado. Establecido por el magnate de la plata y banquero Walter Devereux, la construcción comenzó en 1891 a un costo de 350.000 dólares. Edward Lippincott Tilton diseñó el edificio como una réplica de la villa de los Medici. Los materiales locales utilizados son de color crema de ladrillo romano y arenisca; los artículos importados incluyeron 12.000 yardas de alfombra y 2000 rosales.